# Ornithogale
Ornithogalum
Genre
Classification phylogénétique
Ornithogalum est un genre de plantes monocotylédones, les ornithogales. Il appartient à la famille des Liliaceae selon la classification classique. La classification phylogénétique APG IV (2016) le place dans la famille des Asparagaceae.

## Description
Ce sont des plantes vivaces par leur bulbe, à feuilles basales, dont l'inflorescence se présente sous forme de racème ou de corymbe. Les fleurs sont étoilées, blanches ou verdâtres, à six tépales identiques (trois pétales et trois sépales pétaloïdes) et à six étamines. Le fruit est une capsule à six angles. Certaines espèces contiennent des alcaloïdes, dont la colchicine. Le genre contient des espèces toxiques et d'autres comestibles.

## Étymologie
Le nom du genre (déjà utilisé en grec et en latin) est formé sur les mots grecs ornithos (= oiseau) et gala (= lait), peut-être en raison de la forme et de la blancheur des pétales de l'ornithogale en ombelle, à moins qu'il ne s'agisse d'une allusion à une fleur belle ou rare comme le « lait d'oiseau ».

## Confusion
Désignée en France sous le nom poétique d'étoile de Bethléem (en anglais (en) star of Bethlehem), elle est parfois confondue avec l'ornithogale en ombelle. Ce nom vernaculaire est également parfois utilisé pour désigner le genre en raison de ses fleurs en forme d'étoiles à six branches, d'après l'étoile de Bethléem qui est apparue dans le récit biblique de la naissance de Jésus.
Étoile de Bethléem, en français, désigne l'ornithogale d'Arabie (Ornithogalum arabicum) alors qu'en anglais la traduction de (en) garden star-of-Bethlehem ou (en) star of Bethlehem est couramment utilisée comme nom vernaculaire désignant non seulement Ornithogalum umbellatum mais également un certain nombre d'espèces du genre Ornithogalum.
Étoile de Bethléem désigne également une autre espèce, appartenant à un autre genre : Hippobroma longiflora. Comme il porte à confusion pour les botanistes, c'est un nom vernaculaire qui n'est pas recommandé, bien qu'usité.

## Liste d'espèces

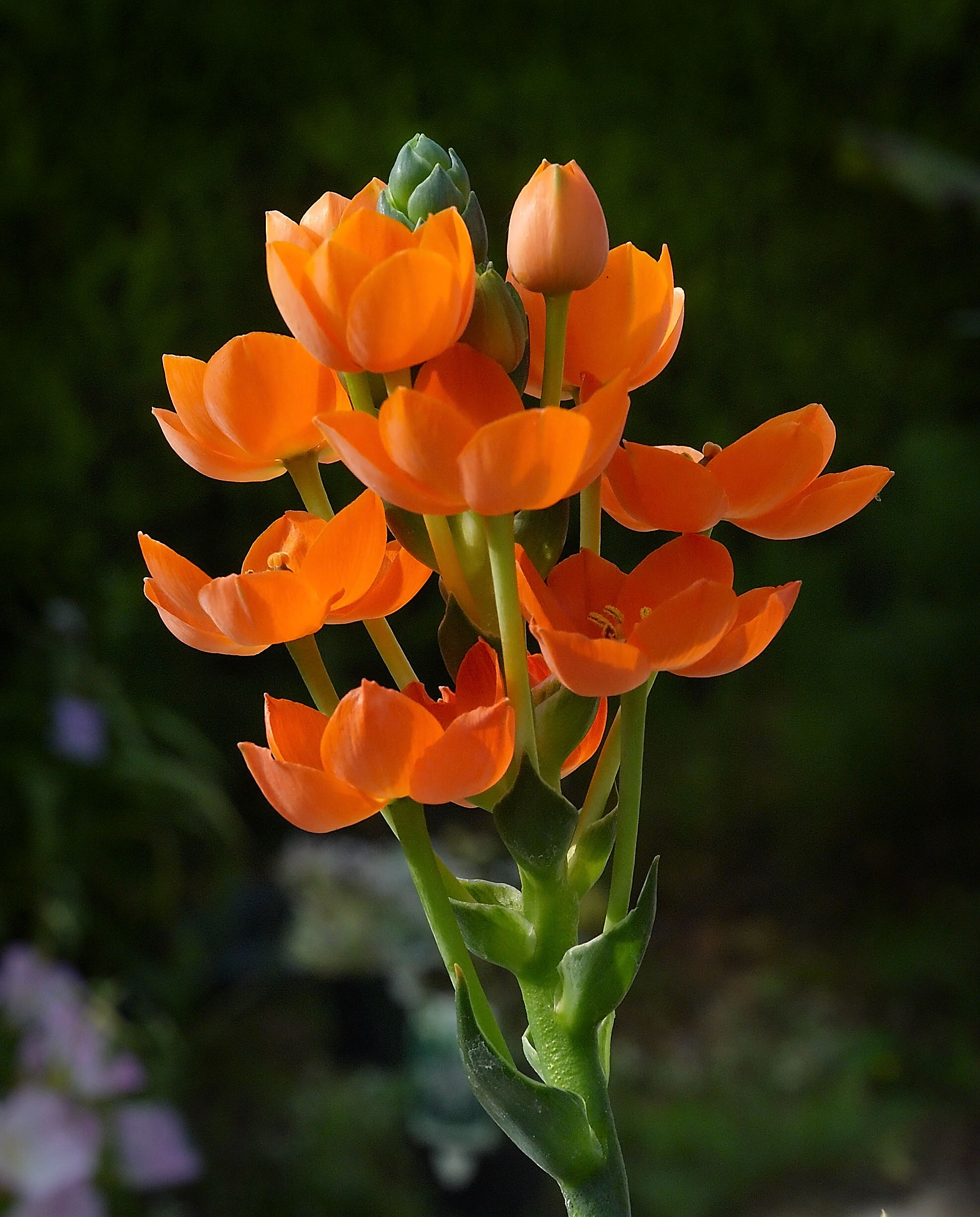
Ornithogalum dubium

Le genre comprend environ 200 espèces (34 en Europe, 54 en Afrique du sud)
- Ornithogalum amphibolum
- Ornithogalum angustifolium
- Ornithogalum arabicum — ornithogale d'Arabie
- Ornithogalum armeniacum — ornithogale d'Arménie
- Ornithogalum atticum
- Ornithogalum boucheanum
- Ornithogalum caudatum Ait.
- Ornithogalum comosum
- Ornithogalum concinnum
- Ornithogalum costatum
- Ornithogalum creticum
- Ornithogalum dubium (en)
- Ornithogalum exaratum
- Ornithogalum exscapum
- Ornithogalum fimbriatum
- Ornithogalum fischeranum
- Ornithogalum gussonei
- Ornithogalum maculatum (en)
- Ornithogalum montanum
- Ornithogalum monticola
- anciennement Ornithogalum narbonense — ornithogale de Narbonne, Loncomelos narbonensis (L.) Raf.
- Ornithogalum nutans L. — ornithogale penché
- Ornithogalum oligophyllum
- Ornithogalum oreoides
- Ornithogalum orthophyllum
- Ornithogalum ponticum
- Ornithogalum prasinantherum
- Ornithogalum pyramidale
- anciennement Ornithogalum pyrenaicum L.  — ornithogale des Pyrénées, renommé Loncomelos pyrenaicus (L.) L.D.Hrouda
- Ornithogalum refractum
- Ornithogalum reverchonii
- Ornithogalum saundersiae
- Ornithogalum sibthorpii
- Ornithogalum sphaerocarpum
- Ornithogalum thyrsoides
- Ornithogalum umbellatum L. — ornithogale en ombelle